# Centre hospitalier universitaire Dijon-Bourgogne
Le centre hospitalier universitaire de Dijon-Bourgogne est un centre hospitalier universitaire français situé à Dijon, en Bourgogne-Franche-Comté.

## Composition

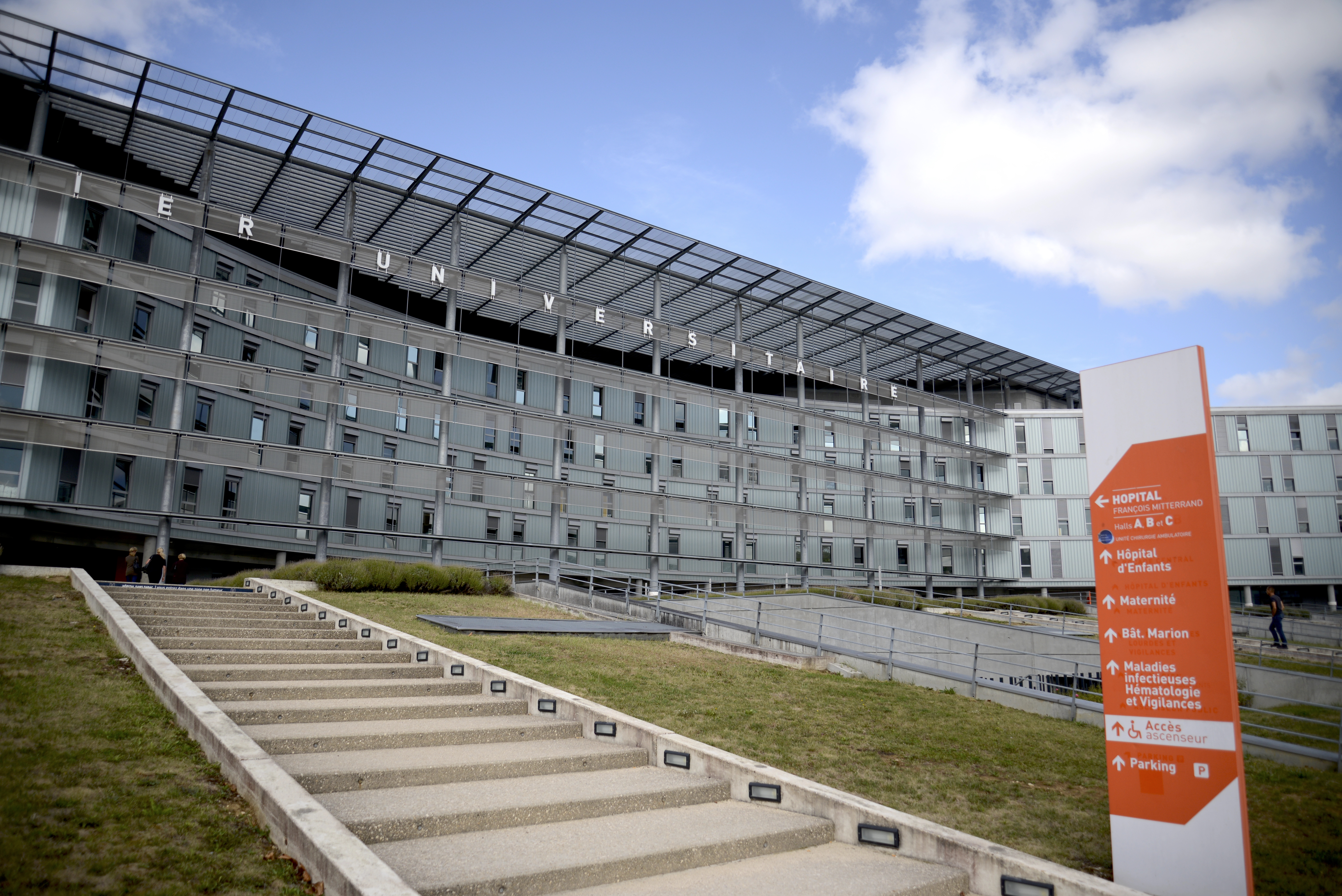
La façade sud du Centre hospitalier universitaire Dijon-Bourgogne en septembre 2017.

Il est composé de plusieurs sites distincts :
- L'hôpital François Mitterrand (ancien hôpital du Bocage dont le renommage fit polémique en 2015[1]), sur le site du Bocage central, à l'est de Dijon sur la butte Montmuzard. Depuis la fermeture du site historique de l'Hôpital Général au centre-ville de Dijon, le site rassemble hôpital d'enfants, maternité, urgences, centre de cardiologie, centre de convalescence et de rééducation, bâtiment Marion (psychiatrie et addictologie), centre d'hémodialyse, centre de Transfusion Sanguine, rattaché à l'Etablissement Français du Sang, etc. au même endroit.
- Le centre gériatrique de Champmaillot, rue Jules Violle.
- La Mirandière, unité de soins palliatifs (USP) en bordure de ville à Quetigny.

Le site historique de l'ancien hôpital général situé en centre-ville (2 rue de l'Hôpital et 3 rue du Faubourg-Raines à Dijon), proche de la place du 1er-Mai a été fermé en 2015. Ce site est réhabilité pour héberger la Cité de la gastronomie.
Le CHU Dijon-Bourgogne emploie 7 319 personnes, ce qui en fait le plus gros employeur de Bourgogne.

## Mission
- Hôpital de la Bourgogne
- Développement de spécialité régionale (greffe, neuro-chirurgie, etc.)
- Lien fort avec l'université
- Recherche
- Direction inter-régionale de la recherche clinique

## Histoire
C'est en 1204 que le Duc de Bourgogne Eudes III fonde une maison destinée à accueillir les enfants abandonnés. Cette maison est située près de l'Ouche. Administré par les hospitaliers du Saint-Esprit, la maison grandit notamment au XVIIe siècle, en annexant les bâtiments de l'hospice Saint-Anne. Le nom devient hôpital Notre-Dame de la Charité. Tout au long du XVIIIe siècle, l'hôpital grandit, notamment à la suite des mesures de Louis XIV concernant la création d'hôpitaux généraux.
À partir de 1911, les personnes âgées quittent l'Hôpital général pour l'hospice de Champmaillot. Le 18 décembre 1954 (750e anniversaire), le chanoine Kir, alors maire de Dijon, pose la première pierre d'un nouveau complexe nommé Bocage (nom donné par rapport au terrain qui hébergera ce site, formé de bocages).

Ancien logo, datant de 2011.

En 1980, Paule-Marie Carli crée le Registre des Hémopathies Malignes de Côte-d’Or (RHEMCO), premier registre de cancer spécialisé en hématologie au monde.

Agrandissements successifs de l'hôpital François-Mitterrand.

## Informations diverses
Le plateau technique est composé de :
- 1 788 lits et places
- 33 salles d'opérations
- 14 laboratoires
- 3 scanners
- 3 IRM
- 1 robot chirurgien DA VINCI Xi

## Domaine viticole
L'institution reçoit au cours de ses huit siècles d’existence des dons et legs qui lui ont permis de constituer un important domaine viticole (à l'image des célèbres Hospices de Beaune et des Hospices de Nuits-Saint-Georges). Le CHU possède ainsi aujourd'hui plus de 23 hectares de vignes, dont 7 ha sont exploités par le Château de Marsannay, répartis sur les vignobles de la côte de Nuits et de la côte de Beaune du vignoble de Bourgogne, sur les communes d'Aloxe-Corton, Beaune, Pernand-Vergelesses, Pommard, Puligny-Montrachet, Savigny-lès-Beaune ...